# Большая Ургала
Большая Ургала (в верховье Ургала) — река в России, протекает в Республике Башкортостан и Челябинской области. Устье реки находится в 25 км по правому берегу реки Большая Арша. Длина реки составляет 28 км. В 4,9 км от устья по левому берегу впадает река Малая Ургала.

## Данные водного реестра
По данным государственного водного реестра России относится к Камскому бассейновому округу, водохозяйственный участок реки — Ай от истока и до устья, речной подбассейн реки — Белая. Речной бассейн реки — Кама.
Код объекта в государственном водном реестре — 10010201012111100021733.